# Brunei Senior Masters

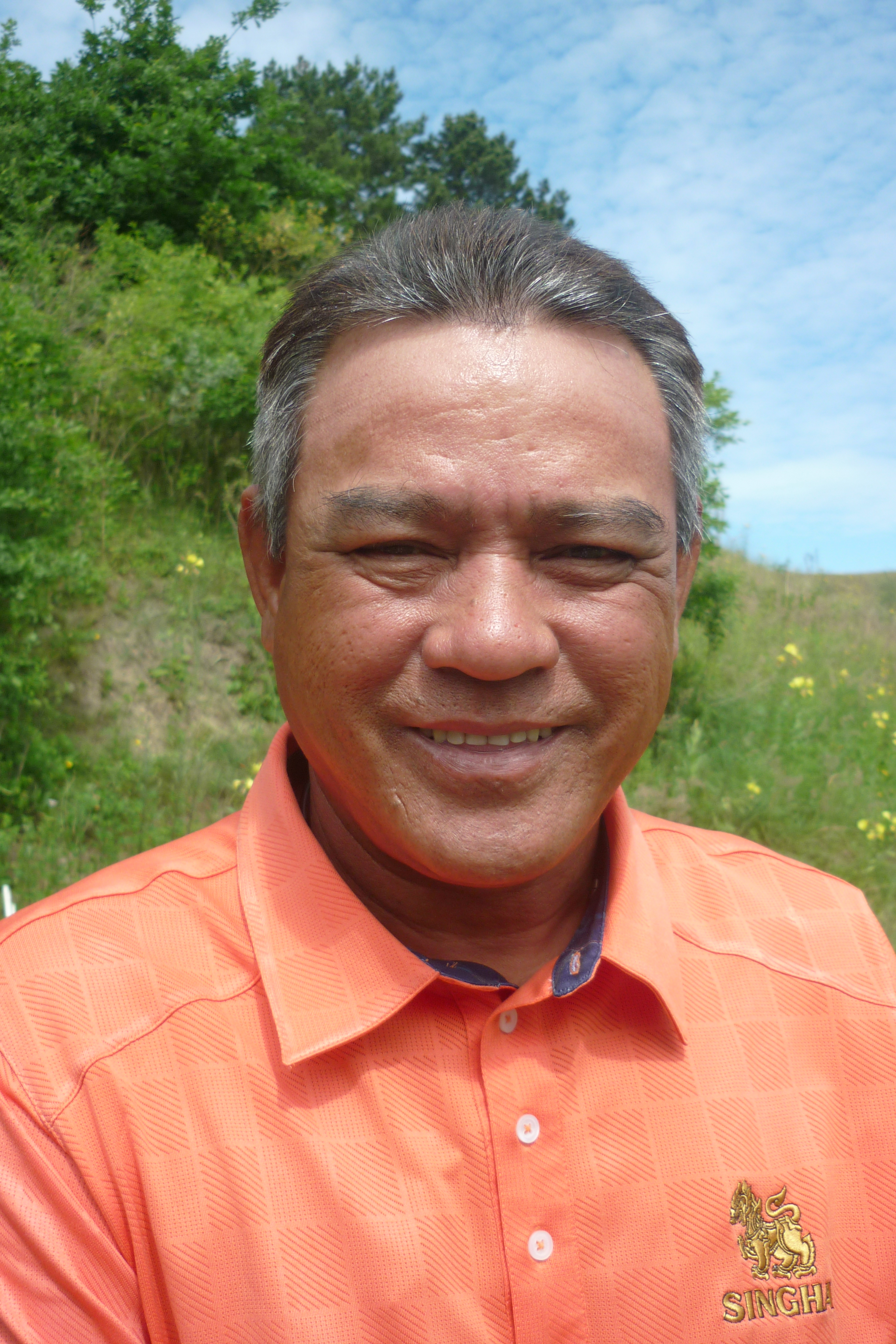
Boonchu Ruangkit, winnaar 2010

De Brunei Senior Masters was een golftoernooi dat deel uitmaakte van de Europese Senior Tour.
Het Brunei Open was het eerste toernooi van het kalenderjaar, maar het tweede toernooi van het seizoen, dat reeds voor Kerstmis begon met het Mauritius Open.

## Geschiedenis
De eerste editie van de Brunei Senior Masters was van 27 februari tot en met 1 maart 2009 op de door Jack Nicklaus ontworpen baan van de Empire Hotel and Country Club. Winnaar was de 50-jarige Amerikaanse rookie Mike Cunning, die er niet in was geslaagd zich te kwalificeren voor de Champions Tour. In 2010 werd het toernooi gewonnen door Ruangkit, die de play-off van Frankie Minoza won. Ook voor Ruangkit was dit de eerste overwinning op de Senior Tour.

## Edities
| Jaar                       | Baan                            | Winnaar          | Score    |
| -------------------------- | ------------------------------- | ---------------- | -------- |
| 2009                       | The Empire Hotel & Country Club | Mike Cunning     | 206, -7  |
| 2010                       | The Empire Hotel & Country Club | Boonchu Ruangkit | 199, -14 |
| Brunei Senior Masters 2011 | The Empire Hotel & Country Club | Chris Williams   | 201, -12 |